# Malena Alterio
Malena Grisel Alterio Bacaicoa (Buenos Aires, Argentina; 21 de janeiro de 1974), mais conhecida como Malena Alterio, é uma atriz espanhola de origem argentina muito conhecida na Espanha pelo grande público devido à sua participação como Belén López Vázquez na exitosa série de televisão Aquí no hay quen viva. É uma atriz de cinema argentina que faz sua carreira principalmente na Espanha e na América espanhola.